# Public school
Public school, eng allmän skola, är en privatskola oftast med internat i Storbritannien. Eton College, Rugby College, med flera är förebilder för internatskolor världen över, och delvis också för de svenska före detta riksinternatskolorna.